# John Comyn, Lord of Badenoch (Adliger, † um 1302)

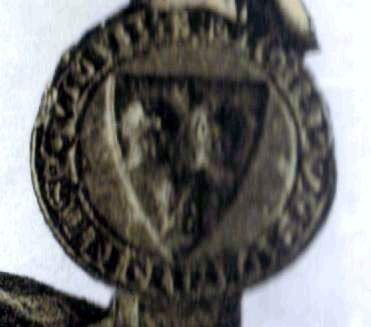
Das Siegel von John Comyn, angehängt an eine Urkunde aus dem Jahre 1278.

Sir John Comyn, Lord of Badenoch (auch John Comyn the Competitor oder Red Comyn) († um 1302 in Lochindorb Castle) war ein schottischer Magnat. Er gehörte ab 1290 zu den Anwärtern auf den schottischen Thron.

## Herkunft und Erbe
John Comyn entstammte dem schottischen Clan Comyn, dem einflussreichsten schottischen Adelsgeschlecht des 13. Jahrhunderts. Er war der älteste Sohn von John Comyn und von dessen ersten Frau Eva. Er heiratete zwischen 1270 und 1275 Eleanor (auch Marjory) geheiratet, eine Schwester von John Balliol. Durch die Heirat wurde er auch ein Schwager von Alexander Macdougall, Lord of Argyll, womit er ein mächtiges Bündnis zwischen den Comyns und den MacDougalls in Nordschottland begründete. Nach dem Tod seines Vaters um 1277 wurde er Oberhaupt der Familie Comyn of Badenoch, der Hauptlinie der Familie Comyn. Zu seinem umfangreichen Landbesitz gehörten Badenoch und Lochaber mit Ruthven, Lochindorb und Inverlochy Castle, dazu besaß er Besitzungen in Atholl, wo ihm möglicherweise auch Blair Castle gehörte. Weitere Besitzungen gehörten ihm in Bedrule  und in Scraesburgh in Roxburghshire, Dalswinton samt Dalswinton Castle in Dumfriesshire, Findogask  und Ochtertyre in Perthshire sowie Machan im Clyde valley. Nach dem Tod seines jüngeren Bruders William um 1290 erbte er auch dessen Besitzungen Lenzie und Kirkintilloch in Dunbartonshire. Dazu verwaltete er die königlichen Burgen Jedburgh und Clunie Castle. Neben seinen Besitzungen in Schottland besaß Comyn auch in England umfangreichen Landbesitz, darunter Tarset und Thornton im Tynedale in Northumberland sowie Ulseby in Lincolnshire. Früher wurde er irrtümlich auch als Black Comyn bezeichnet, doch seinen Zeitgenossen war er als Red Comyn bekannt, die Bezeichnung, die normalerweise für das Oberhaupt der Familie Comyn verwandt wurde.

## Magnat während der Herrschaft von Alexander III.
1270 wurde Comyn von König Alexander III. zum Ritter geschlagen. 1276 gehörte er in Selkirk zum königlichen Gefolge. 1281 gehörte er zu den Adligen, die in Roxburgh schworen, den Heiratsvertrag zwischen der Königstochter Margarete und dem norwegischen König Erik II. einzuhalten. Nach dem Tod von Alexander, dem einzigen Sohn von Alexander III., schwor er 1284, das Thronfolgerecht von Margarete von Norwegen, der Tochter von Margarete und Erik II. anzuerkennen. Nachdem Alexander III. 1286 gestorben war, wurde Comyn zu einem der sechs Guardians of Scotland gewählt, die die Regentschaft für Margarete ausüben sollten. Als Guardian war er zwischen 1287 und 1291 vor allem in Edinburgh, aber auch in Roxburgh, Haddington, Stirling, Perth und Berwick tätig. Im Auftrag der Guardians verhandelte er ab Herbst 1289 zusammen mit Robert de Brus und den Bischöfen William Fraser von St Andrews und Robert Wishart von Glasgow mit englischen Gesandten über die Überfahrt von Margarete von Norwegen nach England und über die Heirat von Margarete mit dem englischen Thronfolger Eduard. Er gehörte dann zu den Baronen und Prälaten, die im Juli 1290 das Ergebnis dieser Verhandlungen, den Vertrag von Birgham bezeugten. Nachdem sein Großonkel Alexander Comyn, 6. Earl of Buchan 1289 gestorben war, wurde Comyn als einer der vier verbliebenen Guardians zum Führer der Anhänger der Familie Comyn. 1290 informierte er den englischen König Eduard I., dass Margarete von Norwegen die Orkney-Inseln erreicht hatte.

## Anwärter auf den schottischen Thron
Die junge Thronerbin Margarete starb jedoch im Oktober 1290 auf den Orkney-Inseln, worauf Comyn als Nachfahre eines schottischen Königs einer der dreizehn Männer war, die nach dem Aussterben der direkten Linie des schottischen Königshauses Ansprüche auf den schottischen Thron hatten. Allerdings hatte er geringere Ansprüche als sein Schwager John Balliol und als Robert V de Brus. Comyn war dagegen nur ein Nachfahre von König Donald III., der wahrscheinlich 1099 gestorben war. Dessen Enkelin Hextilda hatte einen Richard Comyn († 1178) geheiratet und war damit die Ur-Urgroßmutter von John Comyn. Deshalb stellte er seine Ansprüche zurück und unterstützte seinen Schwager Balliol. Über die Ansprüche der dreizehn Thronanwärter sollte eine über hundertköpfige Kommission unter dem Vorsitz des englischen Königs Eduard I. entscheiden. Als einer der aussichtsreichsten Anwärter durfte Balliol vierzig Mitglieder der Kommission benennen, worauf er zahlreiche Mitglieder der Familie Comyn und deren Verbündete nominierte. Dies führte mit dazu, dass 1290 oder 1291 sieben schottische Earls zusammen mit Bischof William Fraser von St Andrews in einer Erklärung Comyn vorwarfen, Balliol in einem Staatsstreich zum König erheben zu wollen. Schließlich entschied die Kommission am 17. November 1291, dass John Balliol die berechtigsten Ansprüche auf den schottischen Thron hatte, worauf Balliol wenig später zum König gekrönt wurde.

## Rolle während der Herrschaft von John Balliol und während des Kriegs mit England
Während der Herrschaft von Balliol spiele Comyn eine entscheidende Rolle in der schottischen Politik. Als Balliol 1295 unter starkem innen- und außenpolitischen Druck stand, gehörte Comyn dem zwölfköpfigen Staatsrat an, der faktisch die Regierungsgewalt übernahm. Er gehörte der Delegation an, die im Sommer 1295 nach Frankreich reiste und bis Oktober 1295 ein Bündnis mit dem französischen König aushandelte. Als John Balliol den Anspruch des englischen Königs auf Oberherrschaft über Schottland zurückwies, kam es zum offenen Krieg zwischen England und Schottland. Daraufhin ließ der englische König Comyns Besitzungen in England beschlagnahmen. Nach der schottischen Niederlage in der Schlacht bei Dunbar ergab sich Comyn im Juli 1296 in Montrose dem englischen König. Eduard I. sandte ihn mit seiner Familie ins Exil, das Comyn in Geddington, einem Gut des englischen Königs in Northamptonshire verbrachte. Während seines Exils wurde ihm erlaubt, in den königlichen Wäldern nach Füchsen, Hasen und Wildkatzen zu jagen.

## Rückkehr nach Schottland, Unterstützung des Widerstands gegen die Engländer und Tod
Als es 1297 in Schottland unter William Wallace zu einer Revolte gegen die englische Besetzung kam, sandte Eduard I. Comyn zurück nach Schottland, um die englische Oberherrschaft wieder herzustellen. Er sollte den englischen Statthalter Brian Fitzalan unterstützen, Aufstände in Moray niederschlagen und vor allem das wichtige Roxburgh Castle verteidigen. Offenbar wechselte Comyn aber kurz darauf die Seiten und schloss sich dem schottischen Widerstand an, möglicherweise weil der englische König Ende 1297 erneut seine nordenglischen Besitzungen beschlagnahmt hatte. Vermutlich bot Comyn Ritter und weitere Reiter auf, die 1298 in der Schlacht von Falkirk teilnahmen. Die schottische Reiterei sollen angesichts der englischen Überlegenheit vom Schlachtfeld geflüchtet sein, doch es gab Behauptungen, dass die Comyns den schottischen Guardian William Wallace verraten hätten. Comyn war nun möglicherweise krank, zu alt oder aufgrund des Vorwurfs des Verrats in Verruf geraten, denn nach der Niederlage von Falkirk wurde nicht er, sondern sein gleichnamiger Sohn John Comyn der Jüngere zusammen mit Robert Bruce Guardian of Scotland. Bis zu seinem Tod spielte er keine größere Rolle mehr.

## Nachkommen
Mit seiner Frau Eleanor Balliol hatte Comyn mehrere Kinder, darunter:
- John Comyn († 1306) ⚭ Joan de Valence
- Euphemia Comyn ⚭ Andrew Moray of Petty
- namentlich nicht bekannte zweite Tochter ⚭ William Galbraith

Comyn hatte Schenkungen zugunsten von Inchaffray, Cambuskenneth und Coupar Angus Abbey gemacht. Sein Erbe wurde sein Sohn John.